# Ricci Luyties
Ricci Judson Luyties, född 14 maj 1962 i Pacific Palisades i Kalifornien, är en amerikansk före detta volleybollspelare.
Luyties blev olympisk guldmedaljör i volleyboll vid sommarspelen 1988 i Seoul.